# Leonard Baskin
Leonard Baskin (New Brunswick (New Jersey), 15 augustus 1922 – Northampton (Massachusetts), 3 juni 2000) was een Amerikaanse beeldhouwer, graficus en boekillustrator.

## Leven en werk
Baskin werd geboren in New Brunswick als zoon van de orthodoxe rabbi Samuel Baskin. In 1929 verhuisde het gezin Baskin naar de New Yorkse wijk Brooklyn. Leonard Baskin besloot in 1937 beeldhouwer te worden en kreeg van zijn vader toestemming in de leer te gaan bij Maurice Glickman aan de Manhattan's Educational Alliance. Glickman organiseerde in 1939 Baskins eerste expositie in de Glickman Studio Gallery in New York. Baskin studeerde van 1939 tot 1941 aan de New York University School of Architecture and Allied Arts en kreeg nog tijdens deze studie in 1940 de Prix de Rome. Met een studiebeurs zette hij van 1941 tot 1943 zijn opleiding voort aan de Yale University School of Fine Arts in New Haven (Connecticut). Vanwege zijn grote belangstelling voor grafische druktechnieken stichtte hij in 1942 The Gedenna Press. Van 1943 tot 1946 diende hij bij de United States Navy. Met een G.I. Bill of Rights-beurs studeerde hij in 1950 aan de Académie de la Grande Chaumière in Parijs en in 1951 aan de Accademia di Belle Arti di Firenze in Florence.
Baskin was in 1952 docent grafische kunst van het Worcester Art Museum in Worcester (Massachusetts) en werd in 1953 hoogleraar aan het Smith College in Northampton (Massachusetts). Hier leerde hij de Britse dichter Ted Hughes en diens latere echtgenote, de dichteres Sylvia Plath kennen. Het op een na laatste gedicht, the sculptor, uit de bundel The Colossus (1960) is gewijd aan Baskin. Baskin illustreerde later in Engeland circa 30 dichtbundels van Ted Hughes.
In 1961 nam Baskin deel aan de Biënnale van São Paulo en in hetzelfde jaar vond een expositie van zijn werk plaats in Museum Boijmans Van Beuningen in Rotterdam. In 1968 vertegenwoordigde hij de Verenigde Staten in het Amerikaanse paviljoen tijdens de Biënnale van Venetië en in 1970 kreeg hij een tentoonstelling in de National Collection of Fine Arts in Washington.
Baskin verhuisde in 1974 naar Engeland. Hij ging wonen in Lurley Manor bij Tiverton (Devon) (ten noorden van de stad Exeter) en werkte er nauw samen met Ted Hughes, die sinds 1961 in het nabijgelegen North Tawton woonde.
In 1979 werd hij uitgenodigd om met onder anderen George Segal, Thomas Hardy en Robert Graham te werken aan het project Franklin Delano Roosevelt Memorial in Washington. Baskin ontwierp het grote bronzen reliëf "Funeral Cortège". In 1983 keerde hij definitief terug naar de Verenigde Staten en hij vestigde zich in Northhampton-Leeds. Hij kreeg nogmaals een grote opdracht, het Holocaust Memorial in Ann Arbor, dat in 1994 werd ingewijd.
Baskin is vooral bekend geworden door zijn grafische werk, maar zelf vond hij dat zijn ware roeping bij de beeldhouwkunst lag. De thema's van Baskin waren vaak gebaseerd op het Oude Testament, de Griekse mythologie en de "dood". Hij was een figuratieve kunstenaar, die het abstract expressionisme resoluut afwees.

## Werken (selectie)
- 1966 : Old Man, Young Man, The Future in Philadelphia (Pennsylvania)[6][7][8]
- 1968 : Oedipus at Colonus[9], Peter Kiewit Foundation Sculpture Garden van het Joslyn Art Museum in Omaha (Nebraska)
- 1971 : Sörjande kvinna, Marabouparken in Sundbyberg (Zweden)
- 1973 : Isak, Marabouparken in Sundbyberg en Honolulu Academy of Arts in Honolulu
- 1976 : Prodigal Son, Hunter Museum of American Art in Chattanooga (Tennessee) en Marabouparken in Sundbyberg
- 1978 : Spencer Fullerton Baird Memorial (standbeeld en reliëf), in de tuin van The Castle van het Smithsonian Institution in Washington D.C.[10][11]
- 1979 : Ruth and Naomi, Art Museum Sculpture Garden in New Orleans[12]
- 1994 : Ann Arbor Holocaust Memorial in Ann Arbor (Michigan)
- 1979/97 : Franklin Delano Roosevelt Memorial (het reliëf Funeral Cortège) in Washington D.C.